# Corinne Barker
Corinne Barker, nata Corinne Riely (Salem, 5 giugno 1890 – New York, 6 agosto 1928), è stata un'attrice statunitense.
È deceduta a soli 38 anni a causa della peritonite.

## Filmografia parziale
- Peck's Bad Girl, regia di Charles Giblyn (1918)
- One Week of Life, regia di Hobart Henley (1919)
- The Peace of Roaring River, regia di Hobart Henley e Victor Schertzinger (1919)
- The Climbers, regia di Tom Terriss (1919)
- The Broken Melody, regia di William P.S. Earle (1919)
- The Silent Barrier, regia di William Worthington (1920)
- The Restless Sex, regia di Leon D'Usseau e Robert Z. Leonard (1920)
- Why Girls Leave Home, regia di William Nigh (1921)
- Enchantment, regia di Robert G. Vignola (1921)